# Ephemerythus gilliesi
Ephemerythus gilliesi is een haft uit de familie Ephemerythidae. De wetenschappelijke naam van de soort is voor het eerst geldig gepubliceerd in 2017 door Kluge en Novikova.
De soort komt voor in het Afrotropisch gebied.